# UFC 143
UFC 143: Diaz vs. Condit（ユーエフシー・ワンフォーティスリー：ディアス・バーサス・コンディット）は、アメリカ合衆国の総合格闘技団体「UFC」の大会の一つ。2012年2月4日、ネバダ州ラスベガスのマンダレイ・ベイ・イベント・センターで開催された。

## 大会概要
本大会ではニック・ディアスとカーロス・コンディットによるUFC世界ウェルター級暫定王座決定戦が組まれた。
キャリア11戦全勝のマイケル・カイパー、5戦全勝のスティーブン・トンプソンがUFCデビュー。

### カード変更
負傷などによるカードの変更は以下の通り。
- ジャスティン・エドワーズ → ダン・スティットジン（第1試合）

- アミール・サダロー → マット・リドル（第3試合）

- リカルド・ラマス → マックス・ホロウェイ（第6試合）

- カーロス・コンディット → マイク・ピアース（第9試合）

- ジョルジュ・サンピエール → カーロス・コンディット（第11試合）

- エリック・コク vs. ダスティン・ポイエー → コクの負傷により中止

## 試合結果

### アーリープレリム
第1試合 ウェルター級ワンマッチ 5分3R
○  スティーブン・トンプソン vs.  ダン・スティットジン ×
1R 4:13 KO（右ハイキック）
第2試合 ミドル級ワンマッチ 5分3R
○  ハファエル・ナタル vs.  マイケル・カイパー ×
3R終了 判定3-0（30-27、30-27、29-28）

### プレリミナリーカード
第3試合 ウェルター級ワンマッチ 5分3R
○  マット・リドル vs.  ヘンリー・マルチネス ×
3R終了 判定2-1（28-29、29-28、29-28）
第4試合 ウェルター級ワンマッチ 5分3R
○  マット・ブラウン vs.  クリス・コープ ×
2R 1:19 TKO（左フック→パウンド）
第5試合 バンタム級ワンマッチ 5分3R
○  エドウィン・フィゲロア vs.  アレックス・カサレス ×
3R終了 判定2-1（28-27、27-28、28-27）
第6試合 フェザー級ワンマッチ 5分3R
○  ダスティン・ポイエー vs.  マックス・ホロウェイ ×
1R 3:23 腕ひしぎ三角固め

### メインカード
第7試合 ミドル級ワンマッチ 5分3R
○  エド・ハーマン vs.  クリフォード・スタークス ×
2R 1:43 リアネイキドチョーク
第8試合 バンタム級ワンマッチ 5分3R
○  ヘナン・バラオン vs.  スコット・ヨルゲンセン ×
3R終了 判定3-0（30-27、30-27、30-27）
第9試合 ウェルター級ワンマッチ 5分3R
○  ジョシュ・コスチェック vs.  マイク・ピアース ×
3R終了 判定2-1（28-29、29-28、29-28）
第10試合 ヘビー級ワンマッチ 5分3R
○  ファブリシオ・ヴェウドゥム vs.  ロイ・ネルソン ×
3R終了 判定3-0（30-27、30-27、30-27）
第11試合 UFC世界ウェルター級暫定王座決定戦 5分5R
○  カーロス・コンディット vs.  ニック・ディアス ×
5R終了 判定3-0（48-47、49-46、49-46）
※コンディットが王座獲得に成功。

### 各賞
ファイト・オブ・ザ・ナイト： ファブリシオ・ヴェウドゥム vs. ロイ・ネルソン
ノックアウト・オブ・ザ・ナイト： スティーブン・トンプソン
サブミッション・オブ・ザ・ナイト： ダスティン・ポイエー
各選手にはボーナスとして65,000ドルが支給された。